# Humpolec
Humpolec (németül Humpoletz, 1939 és 1945 között Gumpolds) település Csehországban, a Pelhřimovi járásban. Lakosainak száma 11 447 fő (2024. január 1.).

## Fekvése
Humpolec Velký Rybník, Sedlice, Kalhov, Herálec, Komorovice, Koberovice, Mladé Bříště, Dehtáře, Vystrkov, Bystrá, Staré Bříště, Želiv, Čejov, Budíkov, Horní Rápotice, Jiřice és Ústí településekkel határos.

### Megközelítése
A D1-es autópályán Prágától 90 km-re található. Innen ágazik el a 34-es főút.

## Népesség
A település lakosságának változását az alábbi diagram mutatja:
| Lakosok száma | 8182 | 9110 | 8812 | 7706 | 10 786 | 10 929 | 10 850 | 10 894 | 10 741 | 11 447 |
|               | 1869 | 1890 | 1921 | 1950 | 1980   | 2001   | 2017   | 2019   | 2022   | 2024   |

## Képgaléria

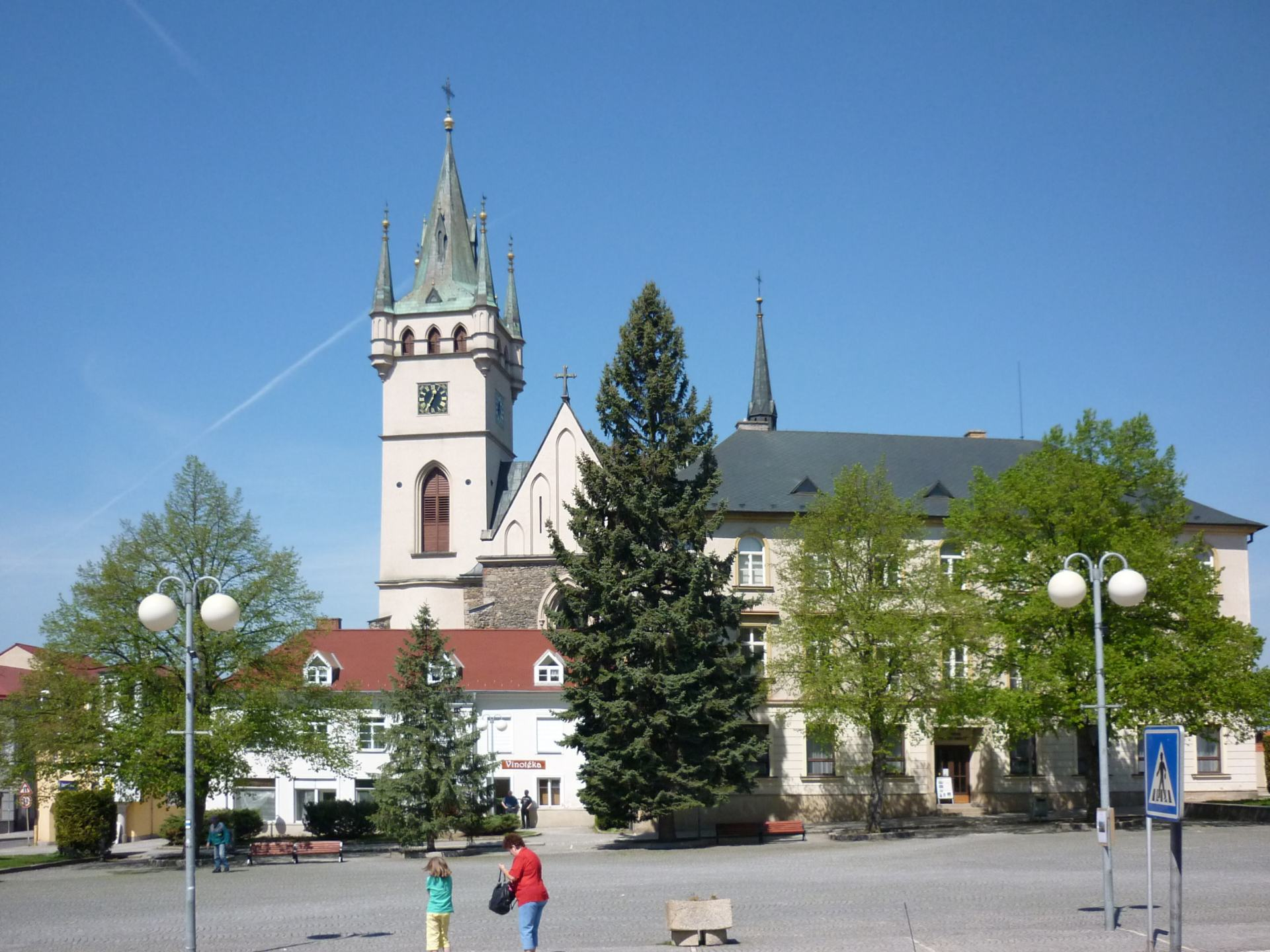
Humpolec látképe
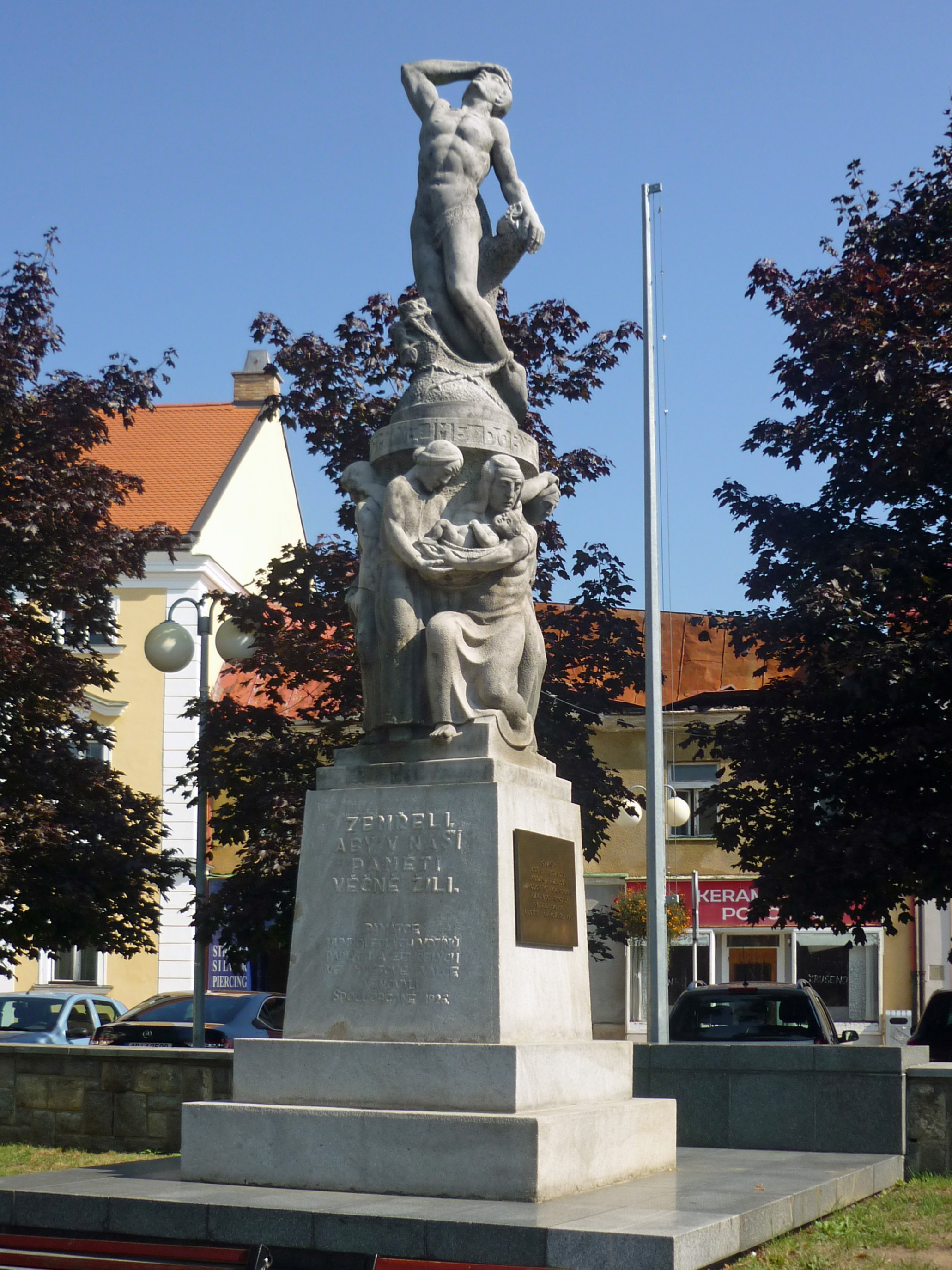
Humpolec, világháború emlékmű
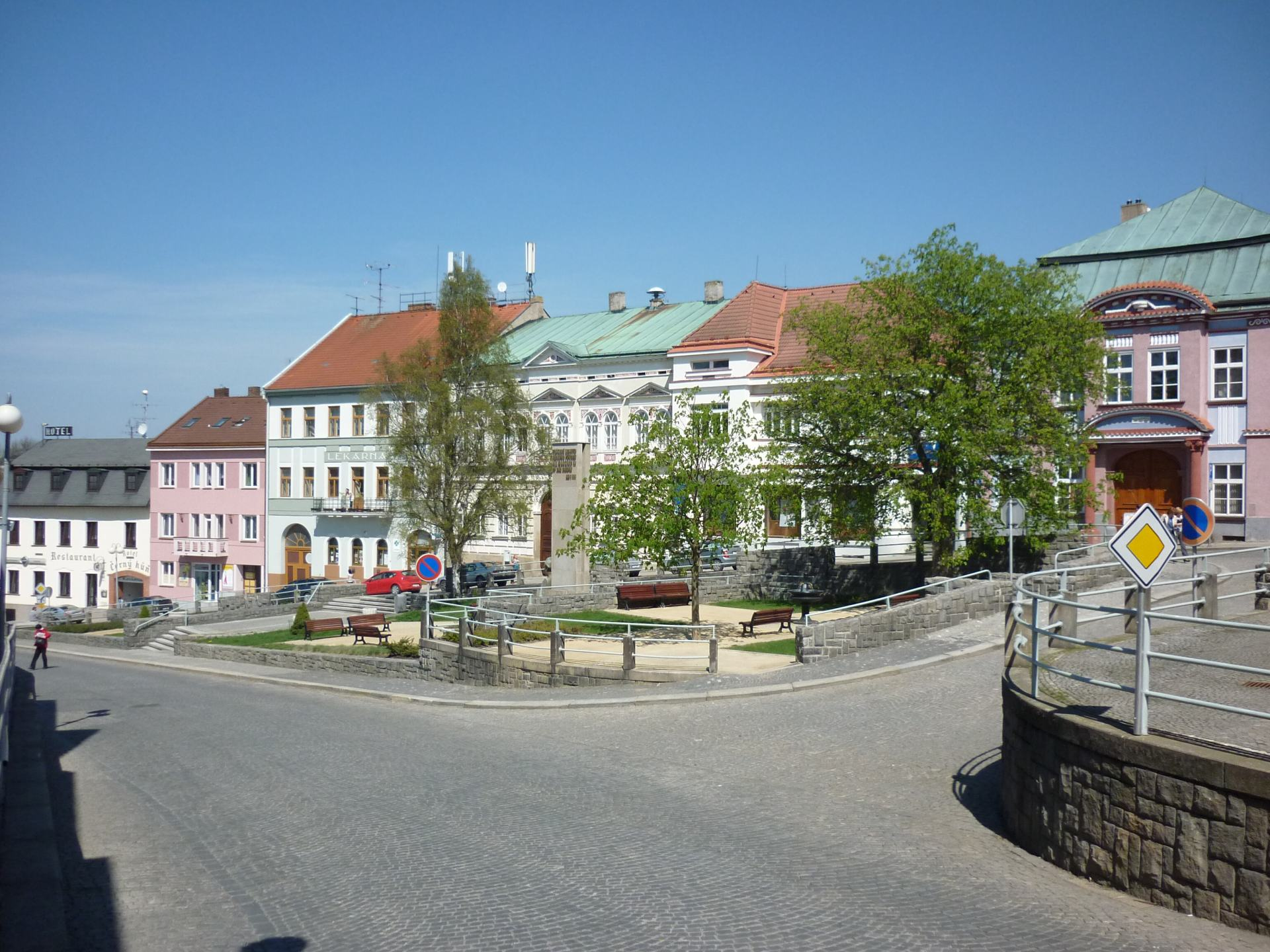
Humpolec látképe
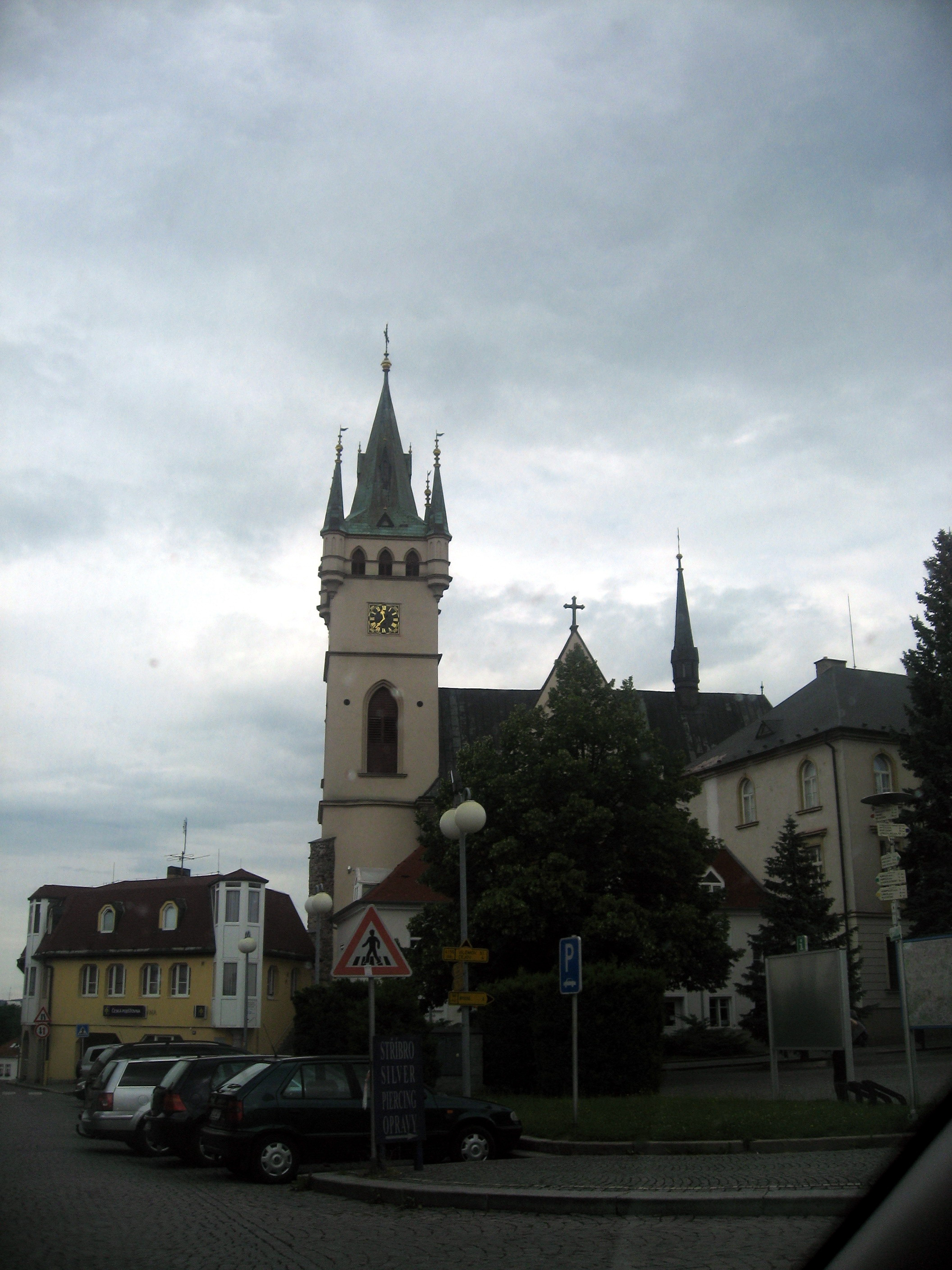
Humpolec, Horní náměstí (2008)

## Testvérvárosai
- Münsingen, Svájc